# Die Freude am Leben (Tankred Dorst)
Die Freude am Leben ist ein Drama von Tankred Dorst, das am 12. Januar 2002 unter der Regie von Harald Clemen im Schauspiel Bonn uraufgeführt wurde.

## Inhalt
Ernst Steinheuer wartet mit seiner zehnjährigen Tochter Beatrix auf das Ende der Chorprobe zu Haydns Oratorium „Die Schöpfung“, an der auch seine Frau Elfie teilnimmt. Nach dem Ende der Chorprobe erfährt er, dass seine Frau Elfie bereits zusammen mit dem Chirurgen und Chorsänger Harry Hallwachs den Saal verlassen hat. Elfie hat mit dem Arzt ein Verhältnis. Auf der Suche nach seiner Frau, die mit ihrem Liebhaber im Wald verschwunden ist, trifft Steinheuer im Restaurant „Blauer Bär“ auf einige Chormitglieder. Man klatscht ein wenig, und das Gespräch kommt auf den erfolglosen Dichter Hermann Dechant und den Kellner Bruno. Es gehe das Gerücht, der Dichter habe eine seiner letzten Geliebten umgebracht, während der Kellner als Heiratsschwindler Frauen um ihr Geldgebracht habe und jetzt einsitze. Als Steinheuer seine Frau nachts auf der Straße doch noch entdeckt, ohrfeigt er sie. Elfie wehrt sich zwar nicht, aber ab jetzt meidet sie ihr Zuhause und vernachlässigt ihre Familie.
Steinheuer stöbert seine Frau in Dechants Wohnung auf. Dechant ist aber nicht ihr einziger Liebhaber. Rechtsanwalt Dr. Neuner hatte Elfie seinen Wohnungsschlüssel zugesteckt, und sie nutzt ihn für ein Tête-à-tête.
Ihr nächster Liebhaber ist Elmar Griebel, dessen Ehe am Ende ist. Desse Frau betrinkt sich, und Elfie amüsiert sich. Elfie – inzwischen ebenfalls angetrunken – sucht Dechant erneut auf und zieht sich in dessen Wohnung nackt aus, aber Dechant schickt sie weg. In der Eile des Aufbruchs lässt sie einen Schuh liegen. Sie geht zum Bahnhof in der Absicht, nach den ZUg nach Nürnberg zu nehmen, verpasst ihn aber absichtlich und trifft wieder auf Elmar Griebel. Mit ihm hatte sie Sex und fordert von ihn Geld ein, Griebel aber zahlt nicht.
Am nächsten Morgen wird eine weibliche Leiche gefunden, und in der Stadt wird ein Mord vermutet. Steinheuer gibt seine Tat zu und trifft in der Haftanstalt auf Bruno. Nach den kursierenden Gerüchten sind aber andere tatverdächtiger als Steinheuer, zum Beispiel andere Liebhaber Elfies, Dechant und Griebel.

## Form
Die große Anzahl schnell wechselnder Szenen mit unterschiedlichem Personal macht das Stück verwirrend und unübersichtlich. Wie in einem Puzzle ergibt sich erst gegen Ende ein vages Gesamtbild. Die eingeblendeten kurzen Passagen aus Haydns „Schöpfung“ kommentieren ironisch den Ablauf der Geschichte. Als Elfie von ihrem Ehemann mit Ohrfeigen traktiert wird, singt der Chor: „...Denn er hat Himmel und Erde{Bekleidet in herrlicher Pracht!.“
Die Sprache der Personen ist grob und driftet gelegentlich ins Ordinäre ab.
Beteiligten Personen kommentieren hier und da das Verhalten anderer Figuren in der nächsten Szene.
Sprache und Umgangsformen sind rau, und der Ton gleitet gelegentlich ins Ordinäre ab.
Dorst und Ehler schreiben dazu: „...das in allen Teilen sinnvoll geordnete Bild der Welt[...] scheint dabei hervor wie ein ferner Traum.“

## Kritik
Lothar Schmidt-Mühlisch schreibt in seiner Kritik der Bonner Uraufführung, in Tancred Dorst Stück gehe es um die Frage, die vor allem die Protagonistin Elfie bewege, nämlich, ob das Leben schön sei, oder ob wir Vertriebene aus dem Paradies sind. Für Elfie Steinheuer ist das Leben „ein wüstes Land“, und Schmidt-Mühlisch schreibt dann: „Trotz bewegender Ansätze, trotz bedrängender Bilder: Es ist nicht Dorsts bestes Stück. Es zerfällt in zu viele Einzelszenen, als dass man den Figuren nahe kommen könnte. [...] Da hilft es auch nur partiell, dass Dorst das Stück mitunter in eine Überrealität hebt. Die Menschen erschießen einander und erheben sich wieder. Adam und Eva treten auf. Das ist gelegentlich zu deutlich, zu restlos als Gleichnis auflösbar.

### Textausgaben
- Tankred Dorst, Mitarbeit Ursula Ehler: Die Freude am Leben. Drama/Kupsch. Monolog. Stücke und Materialien. Suhrkamp, Frankfurt am Main 2001 (1. Aufl., edition suhrkamp. theater 3409). 121 Seiten, ISBN 3-518-41331-7.
- Die Freude am Leben. Drama. S. 295–355 in Tankred Dorst. Die Freude am Leben und andere Stücke. Mitarbeit Ursula Ehler. Werkausgabe 7 (Inhalt: Die Legende vom armen Heinrich. Was sollen wir tun. Harrys Kopf. Wegen Reichtum geschlossen. Große Szene am Fluß. Die Freude am Leben. Kupsch). Nachwort: Wend Kässens. Suhrkamp Verlag, Frankfurt am Main 2002 (1. Aufl.), ohne ISBN, 396 Seiten (Verwendete Ausgabe).

### Sekundärliteratur
- Tankred Dorst und Ursula Ehler: „Die Freude am Leben. Work in progress. Drei Auszüge“ S. 3–15 in: Heinz Ludwig Arnold (Hrsg.): text + kritik Heft 145: Tankred Dorst. Richard Boorberg Verlag, München im Januar 2000, ISBN 3-88377-626-2
- Gero von Wilpert: Lexikon der Weltliteratur. Deutsche Autoren A–Z. Stuttgart 2004, ISBN 3-520-83704-8, S. 126, linke Spalte.